# الرواية المسكونة
الرواية المسكونة تُعدّ من أبرز أعمال الكاتبة النيوزيلندية مارغريت ماهي في أدب الخيال الواقعي للأطفال. صدرت لأول مرة عام 1982، لتفتح أبواب الخيال أمام القرّاء الصغار، وتغمرهم بعوالمها المليئة بالأسرار. كما نُشرت طبعة خاصة في المملكة المتحدة عن دار جي إم دنت، وتبعتها النسخة الأمريكية التي أصدرتها دار أثينيوم عام 1983.
نالت الرواية استحسان النقاد، وحصدت جائزة كارنيجي المرموق، التي تُمنح سنويًا لأبرز كاتب في أدب الأطفال من تأليف كاتب يحمل الجنسية البريطانية.
أُنتِج فيلم نيوزيلندي بعنوان الرواية المسكونة لبارني بالمر، مستوحًى من الرواية، وصدر عام 1987.

## ملخص الرواية
بارني بالمر، صبي خجول يبلغ من العمر ثماني سنوات، يكتشف أن كل جيل في عائلته يشهد ولادة فرد يمتلك قوى خارقة للطبيعة، ويبدو أن الدور قد حان عليه. يراوده شعور بأنه مطارَد بروح عمه الغائب الذي لم يعرفه قط، فيعيش تحت وطأة هذا الإرث الثقيل. لكن شقيقته تابيثا، بروحها القوية، تعقد العزم على الوقوف إلى جانبه ومساندته في مواجهة مصيره .

## المقالات
- ورقة بعنوان: بعض عمليات الحقيقة ردّ شخصي على رواية المسكونة لمارغريت ماهي، كتبها جون ماكنزي وقدّمها خلال ندوة خُصّصت لأعمال مارغريت ماهي في مدينة كرايستشيرش عام 2006.[4]